# Гетьман, Александр Иванович
Александр Иванович Гетьман — советский хозяйственный деятель, полный кавалер ордена Трудовой Славы.

## Биография
Родился в 1943 году на территории оккупированной Харьковской области Украинской ССР. Член КПСС.
В 1961—2003 — формовщик литьевого цеха Уманского машиностроительного завода Министерства машиностроения для животноводства и кормопроизводства СССР.
Указами Президиума Верховного Совета СССР от 22 апреля 1975 года и 10 марта 1981 года соответственно за досрочное выполнение социалистических обязательств награждён орденами Трудовой Славы III и II степеней.
Указом Президиума Верховного Совета СССР от 10 июня 1986 года награждён орденом Трудовой Славы I степени, став полным кавалером ордена Трудовой Славы.
Делегат XXVII съезда КПСС.
Живёт в Умани.